# Les filous font la loi
Pour plus de détails, voir Fiche technique et Distribution.
Les filous font la loi (Gli imbroglioni) est un film à sketches hispano-italien réalisé par Lucio Fulci et sorti en 1963.

## Synopsis
Une série de procès au tribunal : un responsable de football , un duo de Siciliens et un duo de religieuses.

## Fiche technique
Sauf indication contraire, les informations mentionnées dans cette section peuvent être confirmées par la base de données cinématographiques IMDb,  présente dans la section « Liens externes ».
- Titre français : Les filous font la loi[1]
- Titre original : Gli imbroglioni
- Titre espagnol : Los mangantes
- Réalisation : Lucio Fulci
- Scénario : Vittorio Vighi (it), Castellano et Pipolo, Mario Guerra, Lucio Fulci
- Photographie : Alfio Contini, Tino Santoni (it)
- Montage : Gisa Radicchi Levi
- Musique : Giorgio Gaber, Pietro Garinei, Riccardo Giovannini, Ennio Morricone, Pilantra, Carlo Rustichelli, Umberto Simonetta, Armando Trovajoli
- Producteur : Dario Sabatello
- Sociétés de production : Tecisa, Titanus
- Pays de production :  Italie -  Espagne
- Langue de tournage : italien
- Format : Noir et blanc - 2,35:1 - Son mono - 35 mm
- Genre : Comédie
- Durée : 98 minutes
- Dates de sortie :
  - Italie : 25 septembre 1963
  - Espagne : 18 avril 1965
  - France : 24 février 1967[1]
- Affiche : Macario Gómez Quibus (Espagne)

## Distribution
- Walter Chiari : Dr Mario Corti
- Luciana Gilli : Liliana Ferri
- Oreste Lionello : directeur du supermarché
- Seyna Seyn : fille chinoise
- Maria Pia Luzi
- Xenia Valderi